# Schärfendurchmesser
Der Schärfendurchmesser ist der Durchmesser einer Glocke gemessen an ihrem unteren Rand, der als Schärfe bezeichnet wird. Wenn bei einer Glocke vom Durchmesser gesprochen wird, ist meist der Schärfendurchmesser gemeint, da er in der Regel der größte Durchmesser ist. Der Schärfendurchmesser ist neben dem Gewicht und dem Wandungsverlauf (Rippe) ein wichtiger Parameter für die Tonhöhe des Schlagtons einer Glocke. Bei der Konzeption einer Glocke wächst der Schärfendurchmesser im umgekehrten Verhältnis zur angestrebten Schwingungszahl. Eine Oktave tiefer erfordert also in etwa eine Verdoppelung des Schärfendurchmessers.

## Beispiele
Die Gloriosa des Erfurter Doms hat einen Schärfendurchmesser von 2,56 m und einen Schlagton von e0.
Eine Oktave höher – also mit einem Schlagton e1 – hat beispielsweise die Marien-Glocke 2 der St. Nikomedes in Borghorst einen Schärfendurchmesser von 1,19 m.
Eine weitere Oktave höher mit einem Schlagton e2 hat die Gebetsglocke der Alten St. Nikolaikirche am Römerberg in Frankfurt am Main einen Schärfendurchmesser von 0,63 m.